# Vaubecourt
Vaubecourt é uma comuna francesa na região administrativa de Grande Leste, no departamento de Meuse. Estende-se por uma área de 22,62 km². Em 2010 a comuna tinha 317 habitantes (densidade: 14 hab./km²).